# Glaucidium
Glaucidium is een geslacht van vogels uit de familie uilen (Strigidae). Het geslacht telt 29 soorten

## Soorten
De volgende soorten zijn bij het geslacht ingedeeld:
- Glaucidium albertinum  – Prigogines dwerguil
- Glaucidium bolivianum  – Boliviaanse dwerguil
- Glaucidium brasilianum  – Braziliaanse dwerguil
- Glaucidium californicum  – noordelijke dwerguil
- Glaucidium capense  – Kaapse dwerguil
- Glaucidium castanopterum  – bruinvleugeldwerguil
- Glaucidium castanotum  – Ceylonese dwerguil
- Glaucidium cobanense  – Guatemaladwerguil
- Glaucidium costaricanum  – Costaricaanse dwerguil
- Glaucidium cuculoides  – koekoeksdwerguil
- Glaucidium gnoma  – bergdwerguil
- Glaucidium griseiceps  – grijskopdwerguil
- Glaucidium hardyi  – Hardy's dwerguil
- Glaucidium hoskinsii  – bajadwerguil
- Glaucidium jardinii  – andesdwerguil
- Glaucidium minutissimum  – kleinste dwerguil
- Glaucidium mooreorum  – pernambucodwerguil
- Glaucidium nana  – magelhaendwerguil
- Glaucidium nubicola  – nevelwouddwerguil
- Glaucidium palmarum  – colimadwerguil
- Glaucidium parkeri  – Parkers dwerguil
- Glaucidium passerinum  – dwerguil
- Glaucidium perlatum  – geparelde dwerguil
- Glaucidium peruanum  – Peruaanse dwerguil
- Glaucidium radiatum  – jungledwerguil
- Glaucidium sanchezi  – tamaulipasdwerguil
- Glaucidium siju  – Cubaanse dwerguil
- Glaucidium sjostedti  – kameroendwerguil
- Glaucidium tephronotum  – roodborstdwerguil